# 回復效應
回復效應（recovery effect）是電池使用時的一種現象，是指電池可用的能量會小於充電能量和已消耗能量的差。直覺來看，這是因為能量已在電池邊緣消耗，而且電荷還沒有在電池裡均分佈。
電池若持續的供電，其電壓會平順的遞減，但若電流有中斷，中斷之後會因為回復效應而讓電壓略有提昇。
可以用KiBaM電池模型鉛酸電池的回復效應。有些電池因著回復效應，若交替的進行放電及不放電，而不是持續放電，其壽命可以延長45%。回復效應的效果和電池負載、回復時間以及放電深度有關。
此現象在铅酸蓄电池裡非常的明顯，但在鹼性電池、镍氢电池和鋰離子電池中是否有現象仍有爭議。例如，有一個系統性的實驗個案研究發現用這些電池進行間歇放電時，可用能量反而比相同平均電流的連續放電要少。這主要是因為相同平均電流的間歇放電，因為高峰值電流造成的過電位增加。 